# Philippe-Charles al Franței
Philippe-Charles al Franței, Duce de Anjou (Philippe-Charles de France, duc d'Anjou; 5 august 1668 -  10 iulie 1671) a fost al cincilea copil și al doilea fiu al regelui Ludovic al XIV-lea al Franței și a soției lui,  Maria Tereza a Austriei; a fost Fils de France. 